# Quận Shasta, California
Quận Shasta là một quận trong tiểu bang California, Hoa Kỳ. Quận lỵ đóng tại thành phố Redding. Theo Cục điều tra dân số Hoa Kỳ, dân số năm 2010 của quận này là 177.223 người.
Các địa danh nổi bật ở quận này gồm có hồ Shasta, núi Lassen, và cầu Sundial.